# Щербаков Олександр Олександрович (письменник)
Олекса́ндр Олекса́ндрович Щербако́в (рос. Алекса́ндр Алекса́ндрович Щербако́в, 28 червня 1932, Ростов-на-Дону — пом.9 жовтня 1994, Санкт-Петербург) — російський радянський  письменник-фантаст та перекладач.

## Життєпис
Олександр Щербаков народився у Ростові-на-Дону в сім'ї радянських партійних працівників. У 1937 році його батька, який був першим секретарем райкому КПРС в Таганрозі, арештували як ворога народу, а пізніше розстріляли. Матір майбутнього письменника також заарештували, і вона тривалий час відбувала ув'язнення в радянських таборах. Олександра Щербакова усиновила та виховувала сестра матері, яка була відомою актрисою в Одеському театрі Червоної Армії. Під час радянсько-німецької війни Щербаков жив у евакуації в Середній Азії — Красноводську і Самарканді. Саме на час цього періоду життя майбутнього письменника припадає його перша літературна спроба: за право дочитати книгу Жуль Верна «Двадцять тисяч льє під водою» він мав написати продовження роману Олексія Толстого «Аеліта», щоправда перша літературна спроба Олександра Щербакова не збереглась.
Після закінчення війни Олександр Щербаков повертається з тіткою до Одеси, пізніше з таборів до рідні повертається мати. В Одесі Щербаков закінчує школу, й по настоянню родичів вступає до Ленінградського електротехнічного інституту. Після закінчення вишу Олександр Щербаков працює у Всесоюзному науково-дослідному і проектно-конструкторському інституті струмів високої частоти імені академіка В. П. Вологдіна, спочатку простим інженером, а пізніше завідувачем лабораторії. Одночасно Щербаков розпочинає вивчати іноземні мови, робить літературні спроби у поезії та драматургії. У 1959 році він робить спробу вступити до Літературного інституту, проте його туди не приймають як сина ворога народу.
З 1962 року Щербаков розпочинає літературну діяльність як перекладач. Він самостійно досконало вивчив англійську, польську та чеську мови. Як перекладач Щербаков відомий своїми перекладами «Алісиних пригод у Дивокраї», творів Єжи Жулавського («Звитяжець»), Натаніеля Готорна, Роберта Гайнлайна («Місяць — суворий господар»), Філіпа Хосе Фармера та багатьох інших письменників. З 1972 року він сам розпочинає публікувати фантастичні твори, першим з яких стало оповідання "Операція «Зірки». У 1976 році виходить у світ його перша повість «Змій», яку Борис Стругацький вважав досконалим твором. У 1978 році виходить його повість «Зсув», яку відзначено премією Єврокона 1983 року як одну з найкращих книг. У останнє десятиліття життя письменник також присвятив багато часу написанню есе та критичних літературознавчих статей.
В останні роки життя Олександр Щербаков важко хворів. Помер письменник 9 жовтня 1994 року в Санкт-Петербурзі, похований на Північному кладовищі.

## Нагороди та премії
Олександр Щербаков двічі — у 1993 та 1994 році нагороджений премією імені Олександра Бєляєва за фантастичний переклад. У 1983 році він отримав премію Єврокона за повість «Зсув», а в 1996 році він посмертно отримав премію Єврокона за фантастичний переклад.

### Повісті
- 1976 — Змий
- 1978 — Сдвиг
- 1982 — Суд
- 1990 — Кукушонок
- 1990 — Кандидат-лейтенант

### Оповідання
- 1972 — Операция «Звезды»
- 1973 — Беглый подопечный практиканта Лойна
- 1975 — Заметки рыбьего хвоста
- 1976 — Рабочий день
- 1977 — Золотой куб
- 1977 — Сервис
- 1981 — Джентльмен с «Антареса»
- 1981 — «Тук!»
- 1982 — Суперпайпер
- 1988 — Третий Модификат
- 1990 — К вопросу о гениальных озарениях
- 19… — Катька (опубл. в 1997)
- 19… — Ночной вылет (опубл. в 1997)
- 19… — Голубой шар
- 19… — Скачущий череп (опубл. в 2001)